# 차드 국민해방전선
차드 국민해방전선(프랑스어: Front de Libération Nationale du Tchad, FROLINAT)은 차드의 반정부 단체로 차드 북부와 동부에 거주하는 무슬림(이슬람교도) 출신 차드인들에 의해 1966년에 창설되어 내전에 돌입해 차드 남부에 거주하는 기독교인 출신 차드인과 정부군에 맞서 싸웠다. 1979년 구쿠니 웨데이를 대통령으로 선출했으나 구쿠니 웨데이와 국방장관 히센 하브레의 대립으로 인해 1980년 구쿠니파 FAP와 하브레파 FAN으로 분열되어 내전이 재발하였다.